# Aglibol

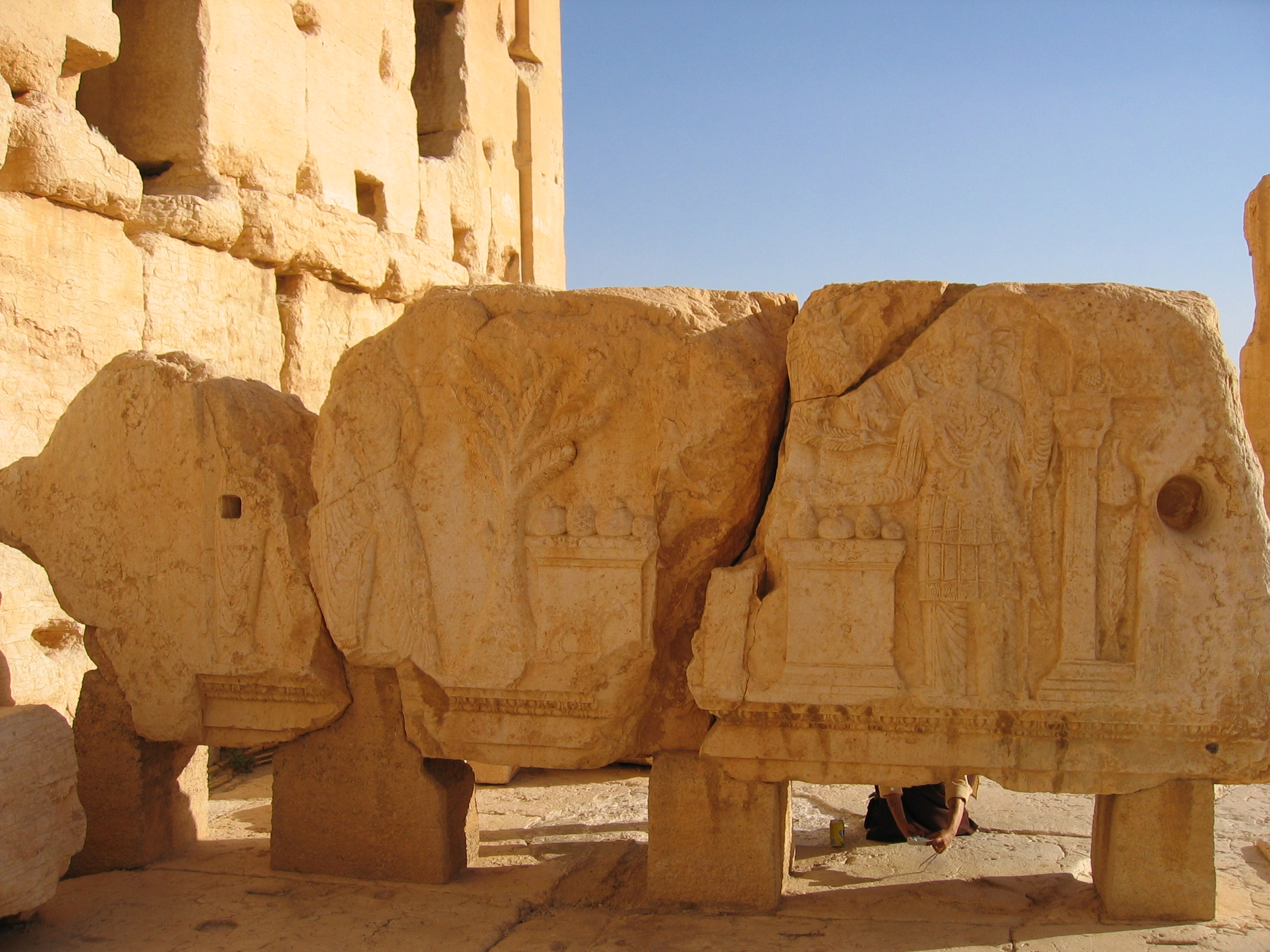
Tempel des Aglibol und Malakbel auf einem Relief aus Palmyra

Aglibol (Streitwagen des Baal) ist der Name eines semitischen Gottes, der besonders in Palmyra zusammen mit Malakbel verehrt wurde. Beide werden sie manchmal als die heiligen Brüder bezeichnet, wobei Aglibol im Rang über Malakbel stand.
Beide Gottheiten hatten in der Stadt ein Heiligtum, das der heilige Garten genannt wurde. Der Tempel konnte bisher nicht lokalisiert werden, ist aber von einer Darstellung bekannt. Auch in Weiheinschriften werden sie in der Regel zusammen genannt. Die unterschiedliche Schreibung des Namensbestandteiles Baal (bol und bel) macht es jedoch wahrscheinlich, dass beide Gottheiten zunächst eigenständig waren und erst im Laufe der Zeit verbunden wurden. Dies mag mit dem Zyklus der Natur zu tun haben, was auch der Name ihres Heiligtums andeutet. Sie waren jedenfalls Gottheiten der Vegetation und der Tiere. Aglibol erscheint auch als Mondgottheit und zusammen mit Bēl bildeten sie oft eine Triade.